# Jamal Mashburn
Jamal Mashburn (Bronx, 29 de Novembro de 1972) é um ex-jogador estadunidense de basquete que jogou onze temporadas na NBA. Com 2,03 m de altura, jogava na posição de ala. Era conhecido com os apelidos de "The Monster Mash" e "Masher".